# بوسطن كوربيت
بوسطن كوربيت (بالإنجليزية: Boston Corbett)‏ هو عسكري أمريكي، ولد في 1832 في لندن في المملكة المتحدة، وهو الذي قام بقتل جون ويلكس بوث الذي اغتال الرئيس الامريكي السابق ابراهام لينكون ، وتوفي في 1 سبتمبر 1894.